# 生江家道女
生江 家道女（いくえ の いえみちめ、生没年不詳）は、越前国出身の民間宗教者。出家をせず在家のままで仏道修行をする女性を優婆夷（うばい）と尊称していたことから、出身地にちなんで「越の優婆夷」（こしのうばい）と呼ばれて人々から畏怖されたという。生江東人をはじめとする有力な生江臣の一族に連なる人物だったと考えられる。
越前国足羽郡江下郷出身。
天平勝宝9歳（757年）聖武天皇の一周忌に際して、「願主…生江臣家道女」として、「母生江臣大田女」とともに経典（法華経100部800巻、瑜伽論1部100巻）を東大寺に献上した。
延暦15年（796年）7月22日、平安京内の市において、妄りに罪福（善因楽果と悪因苦果の道理）を説いて人心を惑わせたとの理由で本国の越前国に送り返された。
この時代、公認されていない民間の雑宗教は淫祀として禁止されていたが、巫女とも修験者ともつかない民間の宗教者らが、都市に流入してきた人々の心の拠り所となり、その託宣や指導によって生活全般にわたって大きな影響を与えていたとみられる。